# Schneider Electric
Schneider Electric (произн. „Шнайдѐр Електрѝк“) е френска енергийна машиностроителна корпорация, производител на оборудване за енергийни подкомплекси на промишлени предприятия, проекти за гражданско и жилищно строителство, центрове за обработка на данни.

## История
Компанията е основана от братята Йожен и Адолф Шнайдер през 1836 г. чрез закупуването на стоманолеярната и ковашка компания Le Creusot, която произвежда индустриално оборудване в град Льо Крьозо от 1782 г. насам. Компанията става известна като Schneider frères et Cie., братята модернизират работилниците, като въвеждат английски машини и механизират производството. След смъртта на Адолф Шнайдер компанията е преименувана на Schneider et Cie. През 1838 г. компанията произвежда първия френски парен локомотив. От основаването си до края на Втората световна война компанията се занимава основно с производство на въоръжение, както за френската армия, така и за износ. По-специално, много артилерийски оръдия в Руската империя са или разработени и произведени в заводите на Schneider по поръчка на руското военно ведомство, или са построени в руски предприятия по лиценз на тази компания. През 1929 г. Крьозо-Шнайдер управлява компанията Skoda в Чехословакия. От 1939 г. интересите на Schneider включват производство на промишлено и електрическо оборудване, корабостроене, металургия, минно дело и собствена банка, Union Européenne Industrielle et Financière. От 1942 до 1960 г. групата се ръководи от Шарл Шнайдер, последният представител на фамилията в ръководството. През 1949 г. той реорганизира групата; сформирани са три големи дъщерни дружества в областта на електротехниката, промишленото производство и строителството. Въпреки че френското правителство остава най-големият клиент на групата, износът започва да се увеличава и се откриват чуждестранни предприятия.
През 60-те години на XX век започва партньорство с белгийската индустриална група Empain, основана през 1881 г. от белгийския инженер, индустриалец и предприемач Едуард Емпен. През 1969 г. двете групи създават общата холдингова компания Empain-Schneider. Компанията за стомана FAMH е купена през 1970 г., строителната компания Spie Batignolles – през 1972 г., а производителят на индустриални превключватели Merlin Gerin – през 1975 г. През 1976 г. е закупен дялът на Westinghouse Electric в съвместното предприятие Framatome; то е създадено през 1958 г. за изграждане на атомни електроцентрали. През 1980 г. партньорството със семейство Емпен е прекратено и групата става известна като Schneider S.A.
През 1982 г. правителството на Франсоа Митеран национализира всички големи банки във Франция, включително тази на групата Schneider S.A. Редица активи са продадени между 1981 и 1987 г., включително стоманодобивният и корабостроителният бизнес; основните области за Schneider остават електрическо оборудване, строителство и промишлена инфраструктура; ключови дъщерни дружества са Spie Batignolles (55% от приходите); Merlin Gerin (31%) и Jeumont-Schneider Industries (14%), като над 40% от приходите идват от операции в чужбина. В края на 80-те години групата започва да придобива компании, като първата е Telemecanique през 1988 г., последвана от покупки на американските компании Federal Power (1990 г., електрическо разпределително оборудване) и Square D Company (1991 г., за 2,23 милиарда щатски долара). През 1994 г. Square D, Merlin Gerin и Telemecanique са обединени, за да формират Schneider Electric, което става основното дъщерно дружество на Schneider S.A. През 1997 г. Spie Batignolles е продадена на британската строителна компания AMEC.
Ключово събитие в началото на XXI век става придобиването на най-големия производител на системи за непрекъсваемо захранване за компютърно оборудване, American Power Conversion, сделка на стойност 6,1 милиарда щатски долара, което става през 2007 г.
През 2017 г. е закупен дял от 60% в британската компания Aveva, през 2023 г. делът е увеличен на 100%. През 2018 г. са закупени част от активите на индийската компания Larsen & Toubro в областта на електротехниката и индустриалната автоматизация. Германският разработчик на софтуер RIB Software е придобит през 2020 г.
През януари 2021 г. изследователската компания Corporate Knights публикува версия на класацията на най-социално отговорните компании в света. Тя е оглавявана от френската Schneider Electric, която е на 29-о място година по-рано.

## Собственици и ръководство
Сред големите акционери към края на 2022 г. са BlackRock (7,3%), Sun Life Financial (6,8%), сътрудници (3,8%); съкровищните акции възлизат на 2,1%.
- Жан-Паскал Трикоар (Jean-Pascal Tricoire, р. 1963 г.) – председател на съвета на директорите от 2013 г., от 2006 до 2023 г. е също генерален директор.
- Петер Хервек (Peter Herweck, р. 1966 г.) – генерален директор (CEO) от 2023 г., в компанията е от 2016 г., преди това работи в Siemens.

## Дейност
Корпорацията включва активите на няколко придобити компании, най-големите от които са American Power Conversion, Merlin Gerin, Square D, Telemecanique, като оригиналните търговски марки се запазват за редица продуктови линии (напр. APC by Schneider Electric, Square D by Schneider Electric).
Приходите за 2023 г. възлизат на 35,9 млрд. евро, разпределение по региони: Северна Америка – 34%, Азиатско-тихоокеански регион – 28%, Западна Европа – 25% (от които Франция – 6%), други региони – 13%.
Подразделяне на дейностите към 2023 г.:
- Енергетика – производство на енергийно оборудване за сгради, дата-центрове, промишлени предприятия и обекти на инфраструктурата, 79% от приходите;
- Автоматизация на производството – производство на оборудване за автоматизация на производството, 21% от приходите.

## Главен офис
Главният офис на Schneider Electric е в Рюей Малмезон, Франция от 2000 г. Компанията използва международен оперативен модел, при който нейният ключов персонал и голям брой служители са разпределени в главните офиси в Рюей Малмезон, Хонконг и Бостън.